# Боари Сент Риктрид
Боари Сент Риктрид (фр. Boiry-Sainte-Rictrude) насеље је и општина у североисточној Француској у региону Север-Па д Кале, у департману Па де Кале која припада префектури Арас.
По подацима из 2011. године у општини је живело 395 становника, а густина насељености је износила 67,99 становника/km². Општина се простире на површини од 5,81 km². Налази се на средњој надморској висини од 94 метара (максималној 116 m, а минималној 79 m).

## Демографија
| 1962. | 1968. | 1975. | 1982. | 1990. | 1999. | 2011. |
| ----- | ----- | ----- | ----- | ----- | ----- | ----- |
| 410   | 443   | 475   | 516   | 469   | 411   | 395   |

График промене броја становника у току последњих година